# Olympische Winterspiele 1936/Bob
Bei den IV. Olympischen Winterspielen 1936 in Garmisch-Partenkirchen fanden zwei Wettbewerbe im Bobfahren statt. Austragungsort war die Naturbahn Riessersee mit einer Länge von 1.525 m und einem Höhenunterschied von 129,14 m.

## Bilanz

### Medaillenspiegel
| Platz  | Land               | Gold | Silber | Bronze | Gesamt |
| ------ | ------------------ | ---- | ------ | ------ | ------ |
| 1      | Schweiz            | 1    | 2      | –      | 3      |
| 2      | Vereinigte Staaten | 1    | –      | 1      | 2      |
| 3      | Großbritannien     | –    | –      | 1      | 1      |
| Gesamt | Gesamt             | 2    | 2      | 2      | 6      |

### Medaillengewinner
| Disziplin        | Gold                                                             | Silber                                                             | Bronze                                                                |
| ---------------- | ---------------------------------------------------------------- | ------------------------------------------------------------------ | --------------------------------------------------------------------- |
| Zweierbob Männer | Ivan Brown / Alan Washbond (USA)                                 | Fritz Feierabend / Joseph Beerli (SUI)                             | Gilbert Colgate / Richard Lawrence (USA)                              |
| Viererbob Männer | SchweizPierre Musy Arnold Gartmann Charles Bouvier Joseph Beerli | SchweizReto Capadrutt Hans Aichele Fritz Feierabend Hans Bütikofer | GroßbritannienFrederick McEvoy James Cardno Guy Dugdale Charles Green |

## Ergebnisse
(alle Zeiten in min)

### Zweierbob
| Platz | Land | Sportler                                                  | 1. Lauf | 2. Lauf | 3. Lauf | 4. Lauf | Gesamt  |
| ----- | ---- | --------------------------------------------------------- | ------- | ------- | ------- | ------- | ------- |
| 1     | USA  | USA I: Ivan Brown, Alan Washbond                          | 1:22,50 | 1:21,02 | 1:25,39 | 1:20,38 | 5:29,29 |
| 2     | SUI  | Schweiz II: Fritz Feierabend, Joseph Beerli               | 1:26,34 | 1:20,31 | 1:24,11 | 1:19,88 | 5:30,64 |
| 3     | USA  | USA II: Gilbert Colgate, Richard Lawrence                 | 1:25,06 | 1:21,94 | 1:24,80 | 1:22,16 | 5:33,96 |
| 4     | GBR  | Großbritannien I: Frederick McEvoy, James Cardno          | 1:25,61 | 1:23,85 | 1:28,58 | 1:22,21 | 5:40,29 |
| 5     | GER  | Deutschland I: Hanns Kilian, Hermann von Valta            | 1:27,29 | 1:24,24 | 1:26,63 | 1:23,85 | 5:42,01 |
| 6     | GER  | Deutschland II: Fritz Grau, Albert Brehme                 | 1:30,66 | 1:23,33 | 1:26,94 | 1:23,78 | 5:44,71 |
| 7     | SUI  | Schweiz I: Reto Capadrutt, Charles Bouvier                | 1:25,45 | 1:23,69 | 1:34,09 | 1:23,00 | 5:46,23 |
| 8     | BEL  | Belgien I: René Lunden, Eric De Spoelberch                | 1:25,82 | 1:24,35 | 1:32,31 | 1:23,80 | 5:46,28 |
| 9     | BEL  | Belgien II: Max Houben, Martial Van Schelle               | 1:31,73 | 1:24,05 | 1:26,13 | 1:25,41 | 5:57,32 |
| 10    | NED  | Niederlande I: Willem Gevers, Samuel Dunlop               | 1:31,44 | 1:24,99 | 1:25,71 | 1:26,00 | 5:48,11 |
|       |      |                                                           |         |         |         |         |         |
| 13    | AUT  | Österreich I: Hans Stürer, Hans Rottensteiner             | 1:28,12 | 1:25,20 | 1:30,55 | 1:28,13 | 5:52,00 |
| 18    | LIE  | Liechtenstein: Eduard Theodor von Falz-Fein, Eugen Büchel | 1:30,96 | 1:26,91 | 1:35,27 | 1:28,80 | 6:01,94 |
| 19    | AUT  | Österreich II: Hans Volckmar, Anton Kaltenberger          | 1:33,71 | 1:26,28 | 1:30,50 | 1:31,81 | 6:02,30 |
| 22    | LUX  | Luxemburg I: Raoul Weckbecker, Géza Wertheim              | 1:45,41 | 1:33,95 | 1:35,96 | 1:37,47 | 6:32,79 |
| -     | LUX  | Luxemburg II: Henri Koch, Gustav Wagner                   | 1:42,02 | 1:31,91 | 1:29,76 | DNF     | DNF     |

1. und 2. Lauf: 14. Februar 1936 
 3. und 4. Lauf: 15. Februar 1936
23 Bobs am Start, davon 22 in der Wertung.
Die Amerikaner hatten Spezialbobs mitgebracht, die sich für die Bahn in Rießersee als besonders geeignet erwiesen, doch konnte auch das von den Schweizern konstruierte – und auch von den Belgiern und Holländern verwendete – gefallen. Nach dem ersten Tag führte USA I. Ivan Brown fuhr im ersten Lauf Bestzeit und belegten im zweiten Rang 2. Schweiz II stieß dank Bahnrekord im zweiten Lauf noch von Rang 6 auf Rang 2 vor. Vorerst lag Schweiz I auf Rang 3 hinter USA II.
Die Bahnverhältnisse verschlechterten sich am zweiten Wettkampftag wegen wärmerer Temperaturen, besonders auf dem letzten Streckenteil vor der Zielkurve. Schweiz I startete nun als Erster, was ein Nachteil war, denn die nachfolgenden Teams konnten schon deshalb bessere Zeiten erzielen, weil die Schweizer eine gute Spur gelegt hatten. USA 1 war deutlich schneller, erst nach sechs Fahrten unterbot USA II diese Zeit. Schweiz II stellte dann eine weitere Bestzeit auf. Im letzten Durchgang sorgte USA II für eine fabelhafte Zeit. Deutschland II zeigte sich ebenfalls verbessert, ehe es durch Schweiz I einen neuen Bahnrekord für Zweierbobs gab. Dem US-Bob mit Brown, der für die Goldmedaille unter 1:21,73 fahren musste, gelangen 1:20,38. Einen Unfall erlitten die Luxemburger Henri Koch / Gustav Wagner, welche die Bayernkurve zu hoch genommen hatten und über die Bahn hinauskamen; sie wurden vom sofort zur Stelle gewesenen Sanitätsdienst abtransportiert. Während Bremser Wagner nur leichte Schürfungen erlitt, trug Pilot Koch ziemlich schwere Quetschungen und eine Schnittwunde davon.

### Viererbob
| Platz | Land | Sportler                                                                                 | 1. Lauf | 2. Lauf | 3. Lauf | 4. Lauf | Gesamt  |
| ----- | ---- | ---------------------------------------------------------------------------------------- | ------- | ------- | ------- | ------- | ------- |
| 1     | SUI  | Schweiz II: Pierre Musy, Arnold Gartmann, Charles Bouvier, Joseph Beerli                 | 1:22,45 | 1:18,78 | 1:19,60 | 1:19,02 | 5:19,85 |
| 2     | SUI  | Schweiz I: Reto Capadrutt, Hans Aichele, Fritz Feierabend, Hans Bütikofer                | 1:23,49 | 1:19,88 | 1:20,75 | 1:18,61 | 5:22,73 |
| 3     | GBR  | Großbritannien I: Frederick McEvoy, James Cardno, Guy Dugdale, Charles Green             | 1:23,38 | 1:20,18 | 1:20,74 | 1:19,11 | 5:23,41 |
| 4     | USA  | USA I: Hubert Stevens, Crawford Merkel, Robert Martin, John Shene                        | 1:25,61 | 1:19,17 | 1:20,51 | 1:18,54 | 5:24,13 |
| 5     | BEL  | Belgien II: Max Houben, Martial Van Schelle, Louis De Ridder, Paul Graeffe               | 1:22,22 | 1:23,52 | 1:22,50 | 1:20,68 | 5:28,42 |
| 6     | USA  | USA II: Francis Tyler, James Bickford, Richard Lawrence, Max Bly                         | 1:25,61 | 1:23,85 | 1:20,22 | 1:19,32 | 5:29,00 |
| 7     | GER  | Deutschland I: Hanns Kilian, Sebastian Huber, Fritz Schwarz, Hermann von Valta           | 1:20,73 | 1:23,05 | 1:24,09 | 1:21,20 | 5:29,07 |
| 8     | BEL  | Belgien I: René Lunden, Eric De Spoelberch, Philippe de Pret, Gaston Braun               | 1:25,77 | 1:21,81 | 1:21,67 | 1:20,57 | 5:29,82 |
| 9     | FRA  | Frankreich I: Jean de Suarez d’Aulan, Jacques Bridou, Jean Dauven, Louis Balsan          | 1:22,75 | 1:22,18 | 1:23,11 | 1:22,32 | 5:30,36 |
| 10    | ITA  | Italien I: Antonio Brivio, Carlo Solveni, Emilio Dell’Oro, Raffaele Manardi              | 1:26,96 | 1:22,46 | 1:20,98 | 1:20,67 | 5:31,07 |
| 11    | AUT  | Österreich I: Franz Lorenz, Richard Lorenz, Franz Wohlgemuth, Rudolf Höll                | 1:27,38 | 1:26,84 | 1:26,17 | 1:24,74 | 5:45,13 |
| 12    | TCH  | Tschechoslowakei I: Gustav Leubner, Walter Heinzl, Bedřich Posselt, Wilhelm Blechschmidt | 1:26,68 | 1:25,60 | 1:28,13 | 1:25,11 | 5:45,52 |
| 13    | AUT  | Österreich II: Viktor Wigelbeyer, Franz Bednar, Robert Bednar, Johann Gudenus            | 1:30,70 | 1:29,62 | 1:30,95 | 1:26,64 | 5:57,91 |

1. und 2. Lauf: 11. Februar 1936 
 3. und 4. Lauf: 12. Februar 1936
18 Bobs am Start, davon 13 in der Wertung.
Die ersten beiden Läufe wurden bei ziemlich großer Kälte gefahren. Nach dem ersten Lauf führte Deutschland I vor Belgien II und Schweiz II. Unmittelbar vor Schweiz I nahm Großbritannien I den fünften Platz ein. Deutschland II kam zu Sturz, der Bob kam leer ins Ziel. Im zweiten Lauf, nachdem Schweiz I schon gefahren war, musste der Lauf wegen einer notwendigen Reparatur an der Bahn unterbrochen werden; die weiteren Läufe wurden auf den Abend verschoben. Für den Deutschen Hans Kilian lief es nicht gut, in der „Bayernkurve“ eckte er stark an, was Rang 4 im Zwischenklassement ergab. Die beiden Schweizer Bobs lagen ihn Führung, Großbritannien I war auf Rang 3.
Die beiden letzten Läufe waren für den 12. Februar ab 8 Uhr morgens angesetzt. Da es in den frühen Morgenstunden leicht geschneit hatte, waren die ersten Starter für den dritten Lauf im Nachteil. Musy hatte seit dem letzten Jahr die gleiche Mannschaft beisammen, was wohl den Ausschlag für seinen Sieg gab. Viel zum Sieg trugen auch die 103 kg bei, die Bremser Gartmann (der in Sportkreisen als früherer Eishockeyspieler und Speaker der Boxwettkämpfe in Zürich bekannt war) auf die Waage brachte. Bouvier war ein ehemaliger Fußballspieler von Servette Genf. Schweiz II fuhr im dritten Lauf Bestzeit, im vierten dritte Zeit. Silbermedaillengewinner Capadrutt verfügte noch nicht über einen sicheren Vorsprung, doch er hatte am zweiten Tag die Konkurrenten im Griff. Er fuhr im dritten Lauf zwar nur die vierte Zeit, verbesserte aber im vierten Lauf als Letztgestarteter den von Kilian aufgestellten Bahnrekord um 9 Hundertstelsekunden auf 1:18,61.